# Gurania sessiliflora
Gurania sessiliflora là một loài thực vật có hoa trong họ Cucurbitaceae. Loài này được Hampshire mô tả khoa học đầu tiên năm 1992.